# Патрик Демпси
Патрик Гален Демпси (енгл. Patrick Galen Dempsey; 13. јануар 1966) амерички је глумац и аутомобилиста.
Прославио се улогом доктора Дерека Шепарда у серији Увод у анатомију, која му је донела две номинације за награду Златни глобус. Познат је и по улогама у филмовима Алабама, слатки доме (2002), Зачарана, Писци за слободу (2007), Како украсти младу (2008), Дан заљубљених (2010) и Трансформерси: Тамна страна Месеца (2011).